# قطرس خجول
باتروس خجول يسمى أيضا قطرس خجول (الاسم العلمي: Diomedea  cauta) أو (الاسم العلمي: Thalassarche cauta) (بالإنجليزية: Shy  Albatross)‏ هو طائر ينتمي إلى قطرس (فصيلة: Diomedeidae).